# Energy Luzern
Energy Luzern ist ein Schweizer Privatradiosender. Das Programm ging am 16. August 2021 auf Sendung. Der Sender ist die vierte Radiostation in der Deutschschweiz unter der internationalen NRJ-Marke.

## Geschichte
Im Juni 2021 kündigte Energy an, dass per August 2021 in Luzern mit dem Sender Energy Luzern gestartet wird. Das genaue Startdatum wurde später bekanntgegeben. Es war der 16. August 2021. Als Moderator für die Sendung Energy Mein Morgen wurde der Luzerner Moderator Maik Wisler bestätigt.

## Weitere Radiosender

### DAB+ - Sender
Energy Luzern bietet nebst den Sendern von Energy Zürich, Basel und Bern auch weitere Radiosender über DAB+ an. Sie senden 24/7 ausschliesslich ein Musikprogramm und sind in der Deutschschweiz empfangbar. Zusammen haben die drei Musiksender im Sendegebiet täglich fast 237'000 Hörerinnen und Hörer.
- Vintage Radio – die Songs deines Lebens (1960er bis 1990er Jahre – Songs)
- Schlager Radio – Fühlt sich gut an (Die besten und schönsten Schlagersongs aller Zeiten)
- Rockit Radio – Dein Rockradio (Rocksongs)

Beim DAB+ - Start von Vintage Radio und Rockit Radio im Dezember 2016 wurden auch die Sender Luna Radio, Classix Radio und Radio Del Mar aufgeschaltet. Diese drei Sender sind mittlerweile aber nicht mehr über DAB+ erreichbar. Der Sendeplatz von Radio Del Mar ging an Energy Hits, derjenigen von Luna Radio an Schlager Radio.

### Internetsender
Nebst den Musiksendern betreibt auf seinem Onlineportal rund 50 verschiedene Web-Channels mit unterschiedlichen Musikrichtungen (einige Beispiele: Energy 90's, mit den Hits aus den Neunzigern; Energy Hot, mit den Hits von morgen.; Energy Lounge, für die gemütlichen Stunden zwischendurch.).
Zusätzlich werden laufend Special-Channels zu ungewöhnlichen Ereignissen oder aussergewöhnlichen Highlights aufgeschaltet.